# تعليم الفنون البصرية

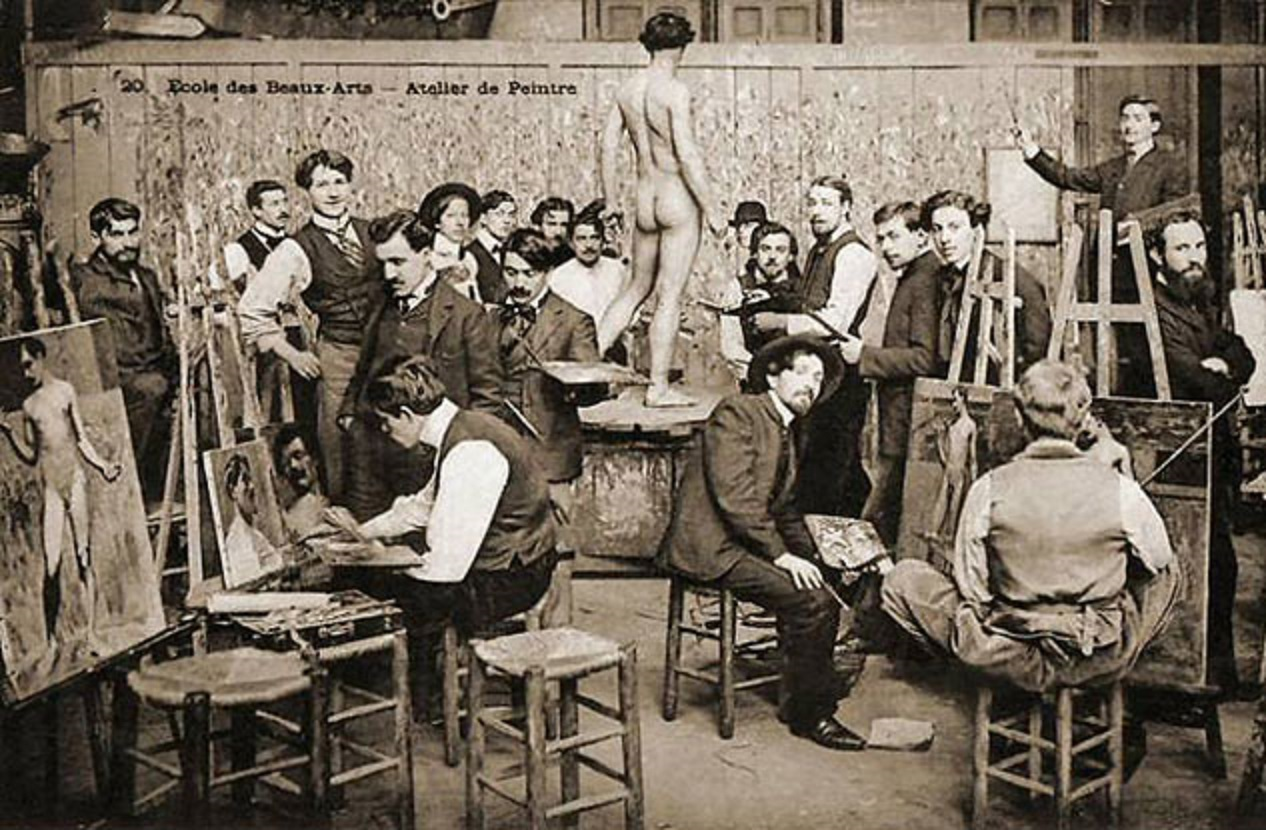
صورة بعنوان المدرسة الفرنسية للفنون الجميلة - أتيليه دي بينتر (مدرسة الفنون الجميلة - ورشة الرسام).

تعليم الفنون البصرية هو مجال التعلم الذي يعتمد على نوع الفن الذي يمكن للمرء أن يبصره، والفنون البصرية؛ الرسم، وفن الرسم، والنحت، والطباعة، والتصميم في المجوهرات، والفخار، والنسيج، والأقمشة، وما إلى ذلك، والتصميم المطبق على المزيد من المجالات العملية مثل الرسومات التجارية والمفروشات المنزلية. تشمل الموضوعات المعاصرة التصوير الفوتوغرافي والفيديو والأفلام والتصميم وفنون الحاسوب. قد يركز تعليم الفن على الطلاب الذين يبدعون الفن، أو على تعلم نقد الفن أو تقديره، أو مزيجًا من الاثنين.